# Castellina in Chianti
Castellina in Chianti is een gemeente in de Italiaanse provincie Siena (regio Toscane) en telt 2820 inwoners (31-12-2004). De oppervlakte bedraagt 99,4 km², de bevolkingsdichtheid is 28 inwoners per km².
De volgende frazioni maken deel uit van de gemeente: Fonterutoli, Lilliano, Piazza, Rencine, San Leonino, San Quirico, Sant'Agnese.

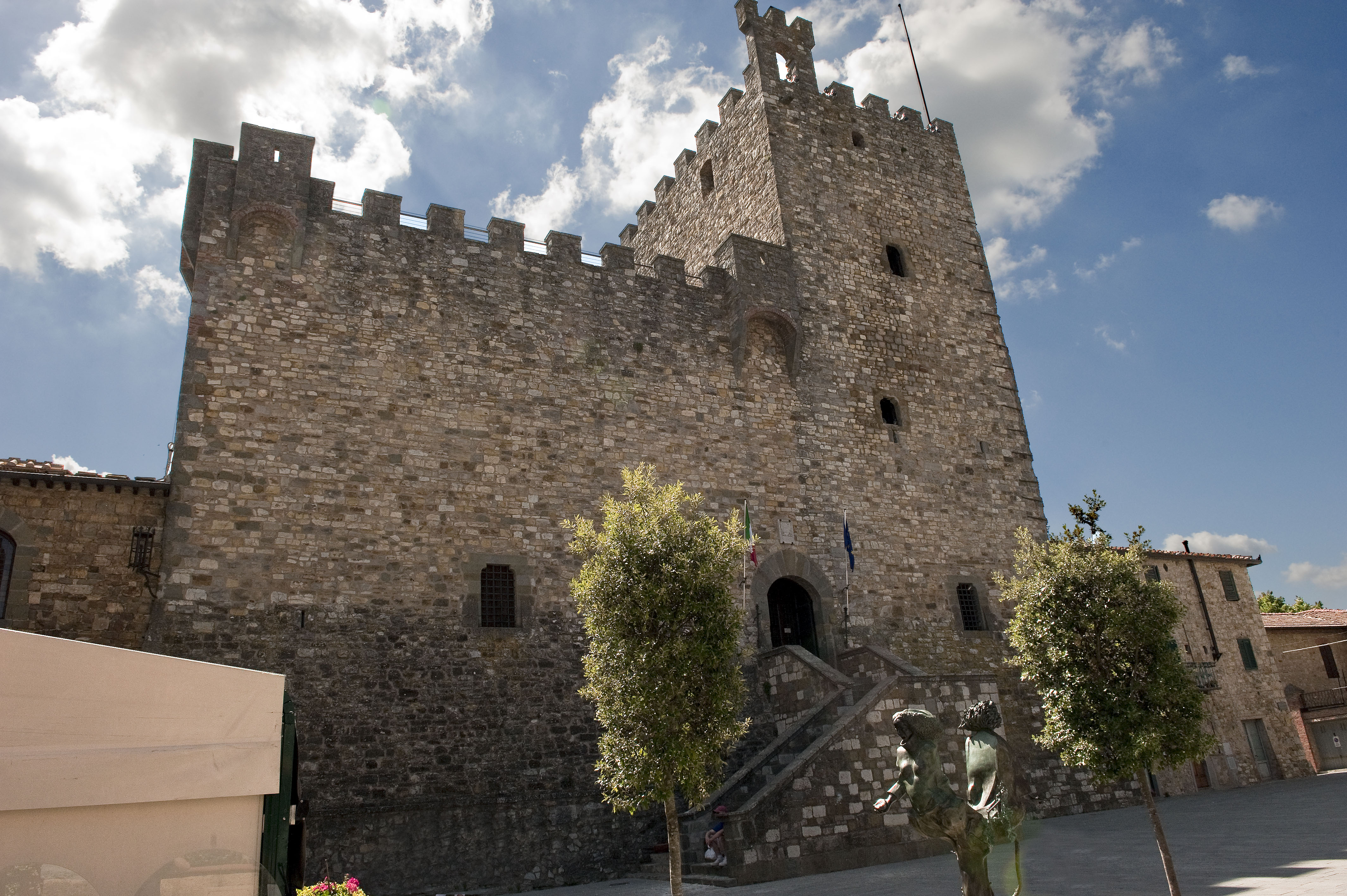
Kasteel van Castellina
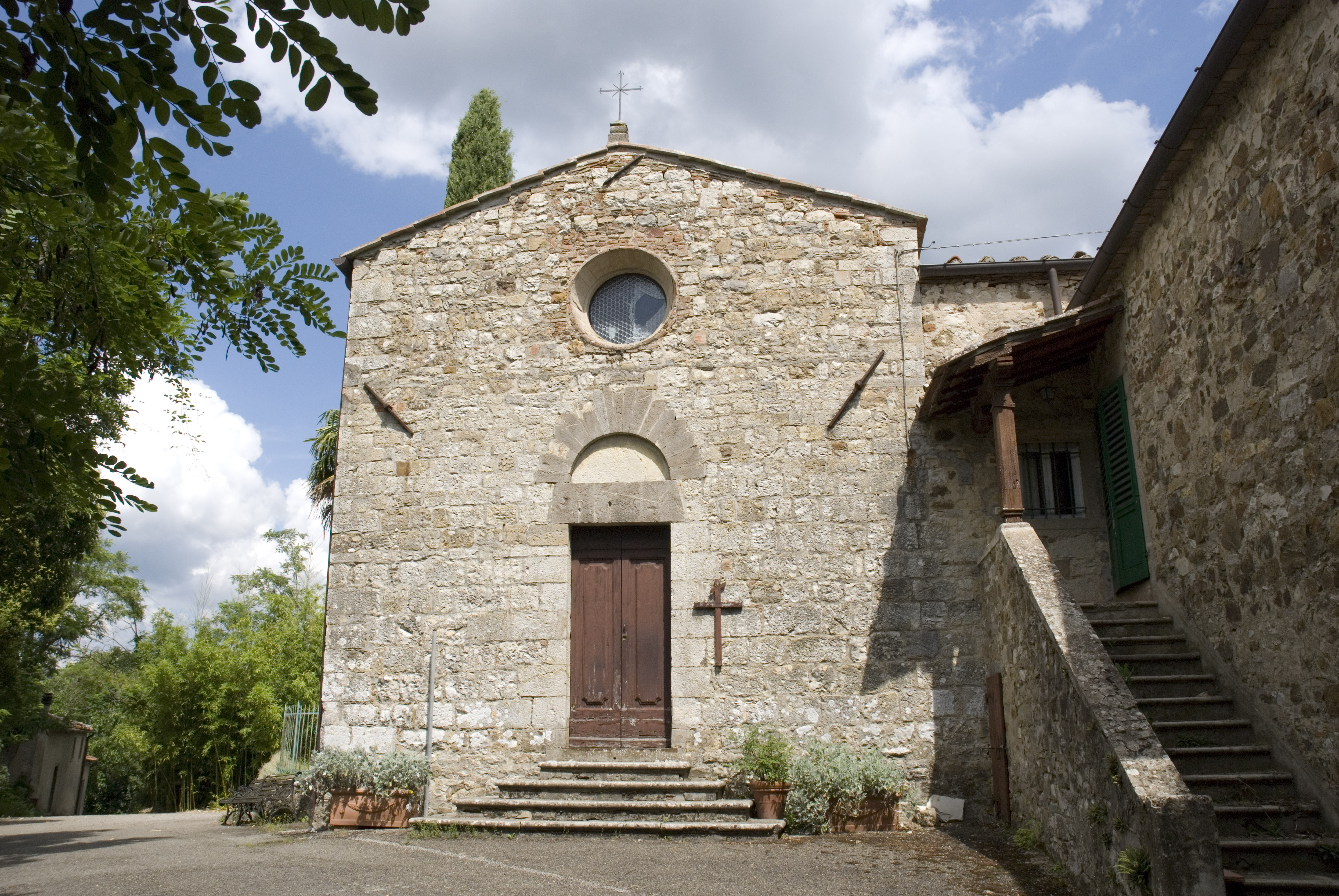
Kerk van San Giorgio in Piazza
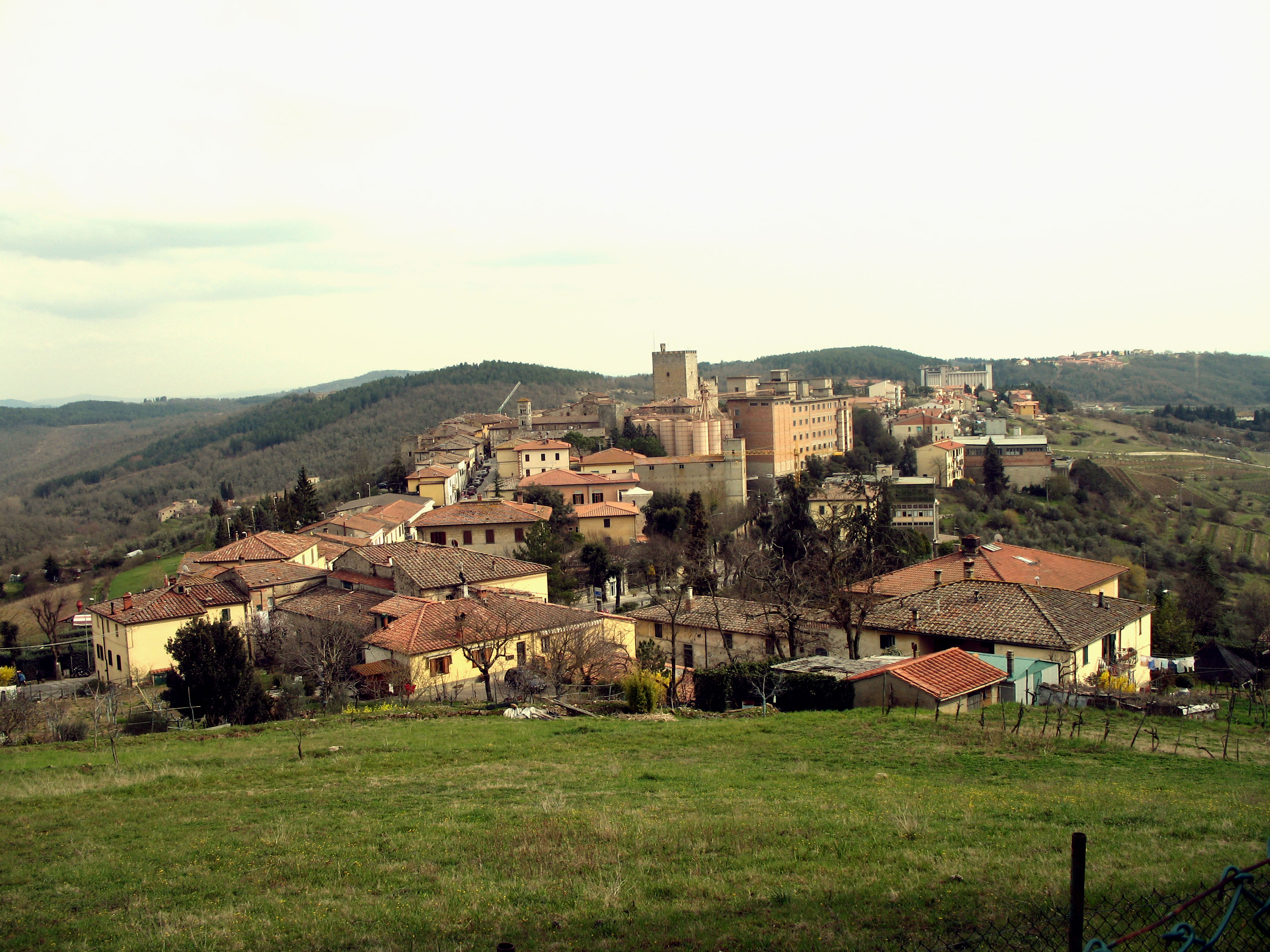
Castellina in Chianti

## Demografie
Castellina in Chianti telt ongeveer 1105 huishoudens. Het aantal inwoners steeg in de periode 1991-2001 met 6,6% volgens cijfers uit de tienjaarlijkse volkstellingen van ISTAT.
| Jaar | Inwoneraantal |
| ---- | ------------- |
| 1991 | 2508          |
| 2001 | 2673          |

## Geografie
De gemeente ligt op ongeveer 578 meter boven zeeniveau.
Castellina in Chianti grenst aan de volgende gemeenten: Barberino Val d'Elsa (FI), Castelnuovo Berardenga, Greve in Chianti (FI), Monteriggioni, Poggibonsi, Radda in Chianti, Tavarnelle Val di Pesa (FI).